# 奧莉哈·魯登科

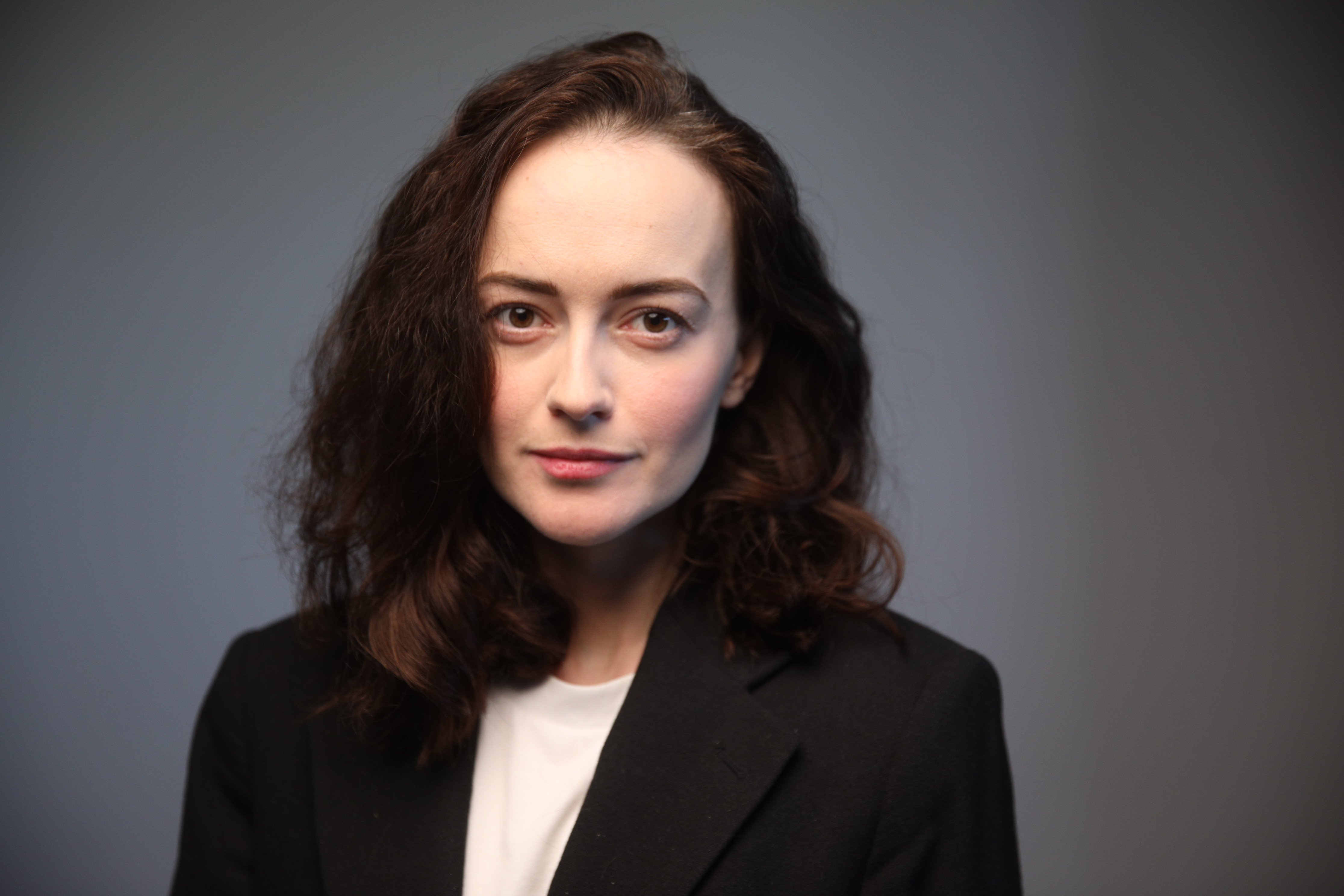

奧莉哈·魯登科（羅馬化：Olha Rudenko；1989年—），乌克兰记者，曾在《基輔郵報》工作，后于2021年离开并协助成立《基輔獨立報》並担任该报的總編輯。魯登科的報導还有在《华盛顿时报》、《环球邮报》和《今日美国》等多家西方主要新闻媒体上登出。
2022年，鲁登科成为時代雜誌5月双刊的封面人物。